# Glenea lateochreovittata
Glenea lateochreovittata är en skalbaggsart som beskrevs av Stefan von Breuning 1966. Glenea lateochreovittata ingår i släktet Glenea och familjen långhorningar. Inga underarter finns listade i Catalogue of Life.